# Sumijne, Djankoi
Sumijne (în ucraineană Суміжне) este un sat în comuna Zaricine din raionul Djankoi, Republica Autonomă Crimeea, Ucraina.

## Demografie
Componența lingvistică a localității Sumijne
     Rusă (71,96%)
     Tătară crimeeană (18,69%)
     Ucraineană (7,48%)
Conform recensământului din 2001, majoritatea populației localității Sumijne era vorbitoare de rusă (71,96%), existând în minoritate și vorbitori de tătară crimeeană (18,69%) și ucraineană (7,48%).